# Роуздејл (Мериленд)
Роуздејл (енгл. Rosedale) насељено је место без административног статуса у америчкој савезној држави Мериленд.

## Демографија
По попису из 2010. године број становника је 19.257, што је 58 (0,3%) становника више него 2000. године.
| Група             | 2000.          | 2010.          |
| Белци             | 14.210 (74,0%) | 10.978 (57,0%) |
| Афроамериканци    | 4.070 (21,2%)  | 6.346 (33,0%)  |
| Азијати           | 366 (1,9%)     | 579 (3,0%)     |
| Хиспаноамериканци | 266 (1,4%)     | 960 (5,0%)     |
| Укупно            | 19.199         | 19.257         |